# Anthems of Rebellion
Anthems of Rebellion – piąty studyjny album szwedzkiego zespołu muzycznego Arch Enemy. Jest to drugi album, w którym Angela Gossow wystąpiła w roli wokalistki.

## Lista utworów
Opracowano na podstawie materiału źródłowego.
| Nr  | Tytuł utworu                  | Słowa                        | Muzyka                                              | Długość |
| --- | ----------------------------- | ---------------------------- | --------------------------------------------------- | ------- |
| 1.  | „Tear Down the Walls (Intro)” | utwór instrumentalny         | Michael Amott                                       | 00:32   |
| 2.  | „Silent Wars”                 | Angela Gossow                | Michael Amott, Christopher Amott                    | 04:15   |
| 3.  | „We Will Rise”                | Michael Amott                | Michael Amott, Christopher Amott                    | 04:07   |
| 4.  | „Dead Eyes See No Future”     | Angela Gossow, Michael Amott | Michael Amott, Christopher Amott                    | 04:14   |
| 5.  | „Instinct”                    | Michael Amott                | Michael Amott                                       | 03:37   |
| 6.  | „Leader of the Rats”          | Angela Gossow, Michael Amott | Michael Amott, Christopher Amott, Sharlee D’Angelo  | 04:21   |
| 7.  | „Exist to Exit”               | Angela Gossow, Michael Amott | Michael Amott, Christopher Amott, Daniel Erlandsson | 05:22   |
| 8.  | „Marching on a Dead-End Road” | utwór instrumentalny         | Christopher Amott                                   | 01:17   |
| 9.  | „Despicable Heroes”           | Angela Gossow                | Michael Amott, Daniel Erlandsson                    | 02:12   |
| 10. | „End of the Line”             | Michael Amott                | Michael Amott, Christopher Amott                    | 03:36   |
| 11. | „Dehumanization”              | Angela Gossow                | Michael Amott                                       | 04:15   |
| 12. | „Anthem”                      | utwór instrumentalny         | Michael Amott                                       | 00:57   |
| 13. | „Saints and Sinners”          | Angela Gossow, Michael Amott | Michael Amott                                       | 04:41   |
|     |                               |                              |                                                     | 43:26   |

## Twórcy
Opracowano na podstawie materiału źródłowego.
| Zespół Arch Enemy w składzie - Daniel Erlandsson - perkusja, instrumenty perkusyjne - Angela Gossow - wokal prowadzący - Michael Amott - gitara rytmiczna, gitara prowadząca, wokal wspierający, oprawa graficzna - Christopher Amott - gitara rytmiczna, gitara prowadząca, wokal prowadzący, wokal wspierający - Sharlee D’Angelo - gitara basowa | Dodatkowi muzycy - Per Wiberg - instrumenty klawiszowe Inni - Andy Sneap - produkcja muzyczna, inżynieria dźwięku, miksowanie, mastering - Niklas Sundin - okładka |

## Pozycje na listach
| Lista             | Kraj    | Pozycja |
| ----------------- | ------- | ------- |
| SNEP              | Francja | 83      |
| Sverigetopplistan | Szwecja | 60      |
| Oricon            | Japonia | 22      |